# 世良修蔵
世良 修蔵（せら しゅうぞう）は、幕末の長州藩士。
奇兵隊士として鳥羽・伏見の戦いに参加した。その後、奥羽鎮撫総督府下参謀となり、会津藩討伐を主張した。新政府軍方への密書の内容に激怒した仙台藩士によって暗殺された。その死によって、当初受理されていた会津藩の助命嘆願が撤回され、会津戦争で徹底攻戦される原因となった。

## 生涯
天保6年（1835年）、 周防国大島郡椋野村の庄屋・中司家の子として誕生。
17歳の時、萩藩の藩校である明倫館に学び、後に大畠村で月性の時習館（清狂草堂）に学ぶ。さらに江戸で儒者・安井息軒の三計塾に学び、塾長代理をつとめた。その後、周防国阿月領主・浦靱負が開設した私塾・克己堂の兵学などの講師として仕官し浦家の家臣（陪臣）となった。
下関戦争敗戦後に長州藩において奇兵隊が組織されると、後に3代目総督となる同郷・同門の赤禰武人の招聘を受けて、文久3年（1863年）ごろに奇兵隊に入隊し、奇兵隊書記となる。
慶応元年（1865年）の第二奇兵隊発足に伴い軍監に就任。慶応2年（1866年）、赤根が佐幕派に内応したとの疑惑を受けて脱走すると世良も関与を疑われ謹慎処分となったが、同年4月に発生した第二奇兵隊の倉敷浅尾騒動事件を受けて隊内の安定のため復職している。この際、浦家の家臣である世良家の名跡を継いだ。
江戸幕府による第二次長州征伐が行われると第二奇兵隊を率いて抗戦し、同年6月の大島口において松山藩を中心とした幕府軍相手に勝利を収めた。停戦後は萩の海軍局へ転出し、また京都で薩摩藩などとの折衝に当たったが、慶応4年（1868年）1月、幕府方との鳥羽・伏見の戦いに際し前線に復帰し、長州庶民軍である第二中隊（第二奇兵隊）や第六中隊（遊撃隊）を指揮して戦い、新政府軍の勝利に貢献している。特に1月6日（1月30日）の戦闘において世良率いる別働隊が八幡山の旧幕府軍陣地を突破する活躍をした。

### 会津討伐と世良暗殺
その後は薩摩の黒田清隆、長州の品川弥二郎に代わり、薩摩の大山格之助と共に新政府の奥羽鎮撫総督府下参謀となり、戊辰戦争においては、同年3月、会津征伐のために総督・九条道孝以下五百余名と共に派遣され、3月23日、仙台藩の藩校養賢堂に本陣を置いた。会津藩に同情的で出兵を躊躇う仙台藩に対して強硬に出兵を促し、また仙台藩士を嘲り、傍若無人な振る舞いもあるなど、次第に周囲からの反感を高めていく。
4月25日、総督府は会津藩を寬典に処するの意思を伝え降伏を勧告するも、会津は返答を引き延ばした上、閏4月15日に文書で「謝罪仕間敷覚悟」（謝罪をするつもりはない覚悟）と返答した 。
- 総督府や明治新政府、その中でも木戸孝允や世良ら長州閥が、会津藩への恨みから藩主である容保の首級を要求したという説は、後世の創作による誤解である。
- 世良が奥羽鎮撫総督府下参謀に就任する前から東征大総督府下参謀・林通顕により会津死謝という方針は既に決定していた。

（閏でない）4月29日、仙台藩家老の坂時秀・但木土佐・真田喜平太、米沢藩家老の木滑要人・片山仁一郎・大瀧新蔵が、会津藩家老の梶原平馬と会談し、会津藩の降伏条件について議論した。その時、但木土佐は「鳥羽・伏見の戦いの首謀者の首級を差し出すべき」と主張し、強い説得の末、会津藩家老の梶原平馬はその場では承諾したものの、最終的（閏4月15日）に会津藩はこの降伏案を拒否した形となった。
閏4月12日、仙台藩・米沢藩による会津救済嘆願があったものの、前述のように閏4月15日に会津から拒否されていることを受け、世良ら総督使はあくまで武力討伐せよという強硬姿勢をとったため、会津救済の可能性は失われた。そのため、東北諸藩は薩長の軍門に下り会津征伐に向かうか、奥羽越列藩同盟の名において薩長に宣戦布告するかの選択を迫られる状態となった。
さらに福島城下の金沢屋に宿泊した
世良が当時新庄にいた下参謀・大山宛てに閏4月19日（6月9日）に記した密書（「奥羽皆敵ト見テ逆撃之大策ニ至度候ニ付」と書かれていた）
を、送付の依頼を受けた福島藩士・鈴木六太郎を通じて入手した仙台藩士・瀬上主膳、姉歯武之進はその内容に激昂し、世良の暗殺実行を決意する。また世良の暗殺計画は、閏4月14日（6月4日）には仙台藩主席奉行・但木土佐らの承認を受けていた。
閏4月20日（6月10日）未明、世良修蔵と報国隊の勝見善太郎は金澤屋で就寝中に、姉歯武之進・田辺覧吉・赤坂幸太夫・松川豊之進・末永縫殿之允・大槻定之進の仙台藩士6名、遠藤条之助・杉沢覚右衛門・鈴木六太郎の福島藩士3名、福島町の目明かし浅草屋宇一郎とその手先14 - 15名の合計24 - 25名に襲われた。2階から飛び降りた際に瀕死の重傷を負った上で捕縛された世良は、同日朝、勝見と共に阿武隈川河原で斬首され、遺体は阿武隈川へ投げ捨てられた。
妻・千恵との間に一女があったが幼くして亡くなっており、子孫は絶えている。
首級は真田信繁菩提寺である月心院（白石市）に埋葬されたが、明治3年(1870年)陣場山に改葬、同8年(1875年)宮城県が墓碑を建立した。明治9年(1876年)の明治天皇東北巡幸の際には、木戸孝允と当時の磐前県令村上光雄が献灯している。墓碑には「奥州信夫郡福島駅□□所殺年三十四」と刻まれていて、「為賊」とされる□□の部分が削られているが、これは明治22年(1889年)2月の大赦により賊でなくなったため、白石町庁で削除したとされる。
福島稲荷神社の境内に官修墳墓が建てられており、毎年慰霊祭が行われている。
山口県周防大島町椋野に世良修蔵の招魂碑が建てられている。

## その後の戦況
世良暗殺の報は諸藩重臣の集う白石会議の場にも届き、その場に居た米沢藩士・宮島誠一郎の日記によると、「満座人皆万歳ヲ唱エ、悪逆天誅愉快々々ノ声一斉ニ不止」という状況であったという。世良と勝見の首は白石城へ送られ、2人の首を会津藩へ持ち帰りたいと懇願した会津藩士の中根監物、辰野勇には2人の髻を持ち帰らせた。但木土佐は当初2人の首を児捨川へ投げ捨てるように命じたが、世良の首は寺へ葬られたという。世良の所持品の刀1振、短刀1振、本込ミニイール1挺、ピストル1挺、セコント1ツ、蟇口1ツ、紺島木綿單物1枚、蒲色の風呂敷1枚、金50-60両は、暗殺に協力した者達に赤坂幸太郎から配分された。
仙台藩奉行・坂時秀は、宇都宮方面からの政府軍が、重要拠点と考えていた白河小峰城に入城する前にこれを奪うべきではないかと考え、会津藩家老・梶原平馬に書を送った。これを受けた会津藩は、世良が暗殺されたのと同日の閏4月20日、白河城を攻撃し奪取する（白河口の戦い）。この仙台藩強硬派が仕掛けた二つの出来事は、以後の奥羽諸藩全体の方向決定に大きな影響を与えた。
同日の閏4月20日昼、仙台藩と福島藩は、両藩の裏切りを知らずに金澤屋へ帰宿した長州藩士の松野儀助を捕縛・斬首して金品を奪い、同日夜には世良の馬丁の繁蔵も長楽寺で背後から斬殺した。閏4月21日、福島町の江戸口付近を醍醐忠敬参謀らと共に北行中だった醍醐参謀附士の長州藩士野村十郎を、仙台藩士平田小四郎が背後から斬殺し、遺体を阿武隈川へ投げ捨てた。同参謀附士の長州藩士中村小次郎も白河口の戦いで足に重傷を負って籃輿で福島へ向かう途中に伏拝坂付近で、介抱を装って付き添って来た仙台藩士の栗村五郎七郎と岡崎堅守に左右から刺殺された。
慶応4年8月29日（1868年10月14日）、仙台藩主伊達慶邦は新政府への謝罪降伏の件を歎願しようと正使氏家兵庫と副使堀省治を熊本藩陣中へ遣わし、熊本藩は津田山三郎と米田虎之助が応対した。この仙台藩の降伏交渉の際、仙台藩側は「会津藩が手を尽くして本物のように見せ掛けた（拵えた）世良修蔵の偽手紙に仙台藩を滅ぼすと書いてあったので、会津藩に味方すると決めて世良修蔵を殺害してしまったが、仙台藩には朝廷に背く意思はない」という趣旨の弁明をし、世良修蔵の名で書かれた慶応4年閏4月19日（1868年6月9日）付けの大山格之助下参謀宛て密書は、会津藩が作成した偽手紙であったと述べている。また、福島城下・金沢屋について遊廓・妓楼などと記した文献もあるが、実際には旅籠であった。
戊辰戦争研究家の山田野理夫の「東北戦争」によると世良修蔵を悪者にするために密書に手が加えられている可能性を指摘している。
明治31年（1898年）、従四位を追贈された。